# Concentração de propriedade da mídia
A concentração da propriedade da mídia ocorre quando poucos indivíduos ou organizações controlam grandes fatias dos meios de comunicação social.
Pesquisas recentes revelam que tem ocorrido aumento dessa concentração na medida em que muitas áreas do setor são controladas por um número reduzido de firmas, o que configura oligopólio.
Alguns exemplos de grandes conglomerados nos meios de comunicação são: Viacom, CBS Corporation, Time Warner, News Corp, Bertelsmann AG, Sony, Comcast, Vivendi, Televisa, The Walt Disney Company, Hearst Corporation, Grupo Globo e Grupo Lagardère.
Por outro lado, em  países  geralmente descritos como autoritários  - tais como China, Cuba e Rússia -,  a propriedade da mídia é algo muito semelhante a um monopólio estatal.

## Oligopólio
Um oligopólio ocorre quando poucas firmas dominam o fornecimento de um serviço em um mercado específico.
Quando empresas maiores compram as menores, elas aumentam a concentração de mercado, o que eleva o poder que as mesmas têm sobre o setor. Com isso, a absorção ou expulsão de outras empresas (empresas pequenas possuem a desvantagem de ter menor economia de escala) pode se tornar inevitável se não houver um esquema regulatório no setor. Durante esse processo de eliminação da concorrência, as empresas restantes passam a ter um controle desigual da mídia, por terem poder de oligopólio.

## Concentração de mídia por país

### Austrália
Os controles sobre a propriedade de mídia na Austrália estão previstos na Lei de Serviços de Radiodifusão de 1992, administrada pela Australian Communications and Media Authority (ACMA). Mesmo com leis em vigor, a Austrália tem uma alta concentração de propriedade midiática. A propriedade do nacional e os jornais de cada capital são dominados por duas corporações: News Corporation, de Rupert Murdoch (fundado em Adelaide) e Fairfax Media, de John Fairfax Holdings. Embora grande parte da imprensa tradicional diário é tirada do Australian Associated Press, todos os meios de comunicação de propriedade privada ainda competem entre si. O meio rural é dominado pela Rural Press Limited, que também é de propriedade de John Fairfax Holdings, com participações significativas em todos os estados e territórios. O truste Daily Mail and General Trust opera as redes de rádio comercial DMG Radio Australia em áreas metropolitanas e regionais da Austrália. Formado em 1996, desde então se tornou uma das maiores empresas de mídia de rádio no país. A empresa possui atualmente mais de 60 estações de rádio em toda a Nova Gales do Sul, Victoria, Austrália Meridional, Queensland e Austrália Ocidental.
Existem regras que regem a propriedade estrangeira de mídia australiana e estas regras foram afrouxadas pelo antigo Governo Howard.
Segundo a organização Repórteres Sem Fronteiras, em 2004, a Austrália está na 41ª posição em uma lista de países classificados por liberdade de imprensa; bem atrás de Nova Zelândia (9ª) e Reino Unido (28ª). Este ranking é principalmente devido à diversidade limitada na propriedade da mídia. Em 2013, a Austrália subiu para a 26ª posição no Índice de Liberdade de Imprensa.
No final de 2011, o Inquérito Finkelstein sobre regulação da mídia foi lançada, e relatou suas conclusões de volta para o governo federal no início de 2012.

### Brasil
No Brasil, a concentração da propriedade da mídia se manifestou muito cedo. A este respeito, o Dr. Venício A. de Lima observou em 2003:
"Deve-se notar que no Brasil há um ambiente muito propício para a concentração. A legislação setorial tem sido historicamente tímida, por vontade expressa do legislador, ao não incluir disposições diretas que limitem ou controlem a concentração da propriedade, que, aliás, vai na direção oposta do que acontece em países como a França, Itália e Reino Unido, que estão preocupados com a pluralidade e a diversidade no novo cenário de convergência tecnológica (Lobato, Folha de S. Paulo, 2001/10/14)".
Lima também aponta para outros fatores que tornam mais fácil a concentração midiática, em particular na radiodifusão: a falta de normas legais que limitam a participação de um mesmo grupo econômico em vários organismos de radiodifusão; um curto período (cinco anos) para as concessões de revenda de radiodifusão, facilitando a concentração pelos grandes grupos de mídia através da compra de estações independentes, e há restrições para a formação de redes nacionais de radiodifusão. Ele cita exemplos de concentrações horizontal, vertical, cruzado e "em cruz" (peculiaridades da mídia brasileira).
Concentração horizontal: oligopólio ou monopólio produzido dentro de uma área ou indústria; a televisão (paga ou gratuita) é o modelo clássico brasileiro. Em 2002, as empresas Sky e NET dominavam 61% do mercado brasileiro de televisão por assinatura. No mesmo ano, 58,37% de todos os orçamentos de publicidade foram investidos na TV. Neste aspecto, a Rede Globo e suas afiliadas receberam 78% do valor.
Concentração vertical: integração das diferentes fases de produção e distribuição, eliminando o trabalho de produtores independentes. No Brasil, ao contrário dos Estados Unidos, é comum para uma rede de TV produzir, anunciar, comercializar e distribuir a maior parte de sua programação. Rede Globo é conhecida por suas telenovelas exportadas para dezenas de países; ele mantém sob contrato permanente os atores, autores e toda a equipa de produção. O produto final é transmitido por uma rede de jornais, revistas, emissoras de rádio e sites de propriedade do Grupo Globo.
Propriedade cruzada: a propriedade de diferentes tipos de mídia (TV, jornais, revistas, etc.) por parte do mesmo grupo. Inicialmente, o fenômeno ocorreu em mídias de rádio, televisão e de impressão, com destaque para o grupo dos Diários Associados. Numa fase posterior surgiu o Grupo RBS (afiliada da Rede Globo), com operações nos mercados do Rio Grande do Sul e Santa Catarina. Além de ser o proprietário de emissoras de rádio e televisão, e dos principais jornais locais, tem dois portais de Internet. As opiniões dos seus comentaristas são assim replicadas por um sistema de multimídia que torna-se extremamente fácil espalhar o ponto de vista defendido pelo grupo.
Monopólio "em cruz": a reprodução em nível local das particularidades da propriedade cruzada. Uma pesquisa realizada no início de 1990 detectou a presença desta singularidade em 18 dos 26 estados brasileiros. Manifesta-se pela presença de um canal de televisão com um grande público, muitas vezes ligada à Rede Globo e pela existência de dois jornais diários, em que aquele com a maior circulação está ligado ao principal canal de televisão e de uma rede de estações de rádio, que quase sempre se reproduz artigos e da linha editorial do jornal "O Globo". Em 2002, uma outra pesquisa (que não incluiu TV por assinatura), encontrou a presença do "monopólio em cruz" em 13 grandes mercados no Brasil.
O Escritório da Unesco em Brasília manifestou a sua preocupação com a existência de um código ultrapassado de telecomunicações (1962), que já não satisfaz as expectativas geradas pela Constituição Brasileira de 1988 nos campos político e social, bem como a incapacidade do governo brasileiro de criar uma agência reguladora independente para gerenciar a mídia. As tentativas nesse sentido têm sido apontados pela mídia brasileira como supostos ataques à liberdade de expressão.

### Estados Unidos
Na televisão norte-americana, a grande maioria das redes de TV aberta e a cabo básico são controladas por oito empresas: News Corporation (20th Century Fox, 21st Century Fox, Fox News, FX, National Geographic, Fox Life, Fox Kids, editora Dow Jones & Company, etc.), The Walt Disney Company (que inclui as marcas ABC, ESPN, Disney Channel e A+E Networks), National Amusements (que inclui CBS Corporation e Viacom), Comcast (que inclui as marcas NBC), Time Warner, Discovery Communications, Cablevision ou alguma combinação destes.

### México
No México, há apenas duas emissoras de televisão nacionais, a Televisa e a TV Azteca. Essas duas emissoras juntas administram 434 de um total de 461 comerciais de televisão no país (94.14%).